# Toomasmäe
Koordinaten: 58° 2′ N, 27° 32′ O
Toomasmäe ist ein Dorf (estnisch küla) im Südosten Estlands. Es gehört zur Landgemeinde Setomaa im Kreis Võru (bis 2017 Mikitamäe im Kreis Põlva).
Das Dorf hat 63 Einwohner (Stand 31. Dezember 2011). Östlich des Dorfkerns liegt der Peipussee.

## Geschichte
Der Ort wurde erstmals 1582 urkundlich erwähnt. Von 1913 bis 1963 gab es im Dorf eine Grundschule.